# Bundestagswahlkreis Wesel I
Der  Bundestagswahlkreis Wesel I (Wahlkreis 112; bis zur Bundestagswahl 2021 Wahlkreis 113) liegt in Nordrhein-Westfalen und umfasst die Gemeinden Alpen, Hamminkeln, Hünxe, Kamp-Lintfort, Rheinberg, Schermbeck, Sonsbeck, Voerde (Niederrhein), Wesel und Xanten aus dem Kreis Wesel.

## Wahlkreisgeschichte
Der Wahlkreis wurde zur Bundestagswahl 2002 neu zugeschnitten. Die Stadt Dinslaken wurde an den Wahlkreis Oberhausen – Wesel III abgegeben, während Alpen, Kamp-Lintfort, Rheinberg und Sonsbeck aus dem ehemaligen Wahlkreis Wesel II übernommen wurden. Die Vorgängerwahlkreise mit ähnlichem Territorium waren von 1949 bis 1965 der Wahlkreis Rees – Dinslaken und von 1965 bis 1980 der Wahlkreis Dinslaken.
| Wahl      | Wahlkreisname       | Gebiet |
| --------- | ------------------- | --- |
| 1949      | 27 Rees – Dinslaken | Kreis Rees, Kreis Dinslaken |
| 1953–1961 | 86 Rees – Dinslaken | Kreis Rees, Kreis Dinslaken |
| 1965–1976 | 84 Dinslaken        | Kreis Rees, Kreis Dinslaken |
| 1980–1998 | 82 Wesel I          | die Gemeinden Dinslaken, Hamminkeln, Hünxe, Schermbeck, Voerde (Niederrhein), Wesel und Xanten aus dem Kreis Wesel                                 |
| 2002–2009 | 114 Wesel I         | die Gemeinden Alpen, Hamminkeln, Hünxe, Kamp-Lintfort, Rheinberg, Schermbeck, Sonsbeck, Voerde (Niederrhein), Wesel und Xanten aus dem Kreis Wesel |
| 2013–2021 | 113 Wesel I         | die Gemeinden Alpen, Hamminkeln, Hünxe, Kamp-Lintfort, Rheinberg, Schermbeck, Sonsbeck, Voerde (Niederrhein), Wesel und Xanten aus dem Kreis Wesel |
| 2025–     | 112 Wesel I         | die Gemeinden Alpen, Hamminkeln, Hünxe, Kamp-Lintfort, Rheinberg, Schermbeck, Sonsbeck, Voerde (Niederrhein), Wesel und Xanten aus dem Kreis Wesel |

## Wahlkreisabgeordnete
| Wahl | Abgeordneter | Abgeordneter       | Partei | Stimmen in % |
| ---- | ------------ | ------------------ | ------ | ------------ |
| 1949 |              | Franz Etzel        | CDU    | 35,5         |
| 1953 |              | Heinrich Lübke     | CDU    | 51,3         |
| 1957 | 50,2         | Heinrich Lübke     | CDU    |              |
| 1961 |              | Arnold Verhoeven   | CDU    | 44,3         |
| 1965 |              | Konrad Kraske      | CDU    | 46,8         |
| 1969 |              | Udo Hein           | SPD    | 50,7         |
| 1972 |              | Uwe Jens           | SPD    | 59,6         |
| 1976 | 55,8         | Uwe Jens           | SPD    |              |
| 1980 | 53,5         | Uwe Jens           | SPD    |              |
| 1983 | 49,8         | Uwe Jens           | SPD    |              |
| 1987 | 51,0         | Uwe Jens           | SPD    |              |
| 1990 | 48,5         | Uwe Jens           | SPD    |              |
| 1994 | 52,5         | Uwe Jens           | SPD    |              |
| 1998 | 57,8         | Uwe Jens           | SPD    |              |
| 2002 |              | Hans-Ulrich Krüger | SPD    | 50,0         |
| 2005 | 49,0         | Hans-Ulrich Krüger | SPD    |              |
| 2009 |              | Sabine Weiss       | CDU    | 38,5         |
| 2013 | 43,5         | Sabine Weiss       | CDU    |              |
| 2017 | 39,0         | Sabine Weiss       | CDU    |              |
| 2021 |              | Rainer Keller      | SPD    | 34,2         |
| 2025 |              | Sascha van Beek    | CDU    | 34,8         |

## Wahlergebnisse

### Bundestagswahl 2025
| Kandidaten                                             | Kandidaten                   | Parteien/Listen       | Erststimmen | Erststimmen | Zweitstimmen | Zweitstimmen |
| Kandidaten                                             | Kandidaten                   | Parteien/Listen       | Stimmen     | %           | Stimmen      | %            |
| ------------------------------------------------------ | ---------------------------- | --------------------- | ----------- | ----------- | ------------ | ------------ |
|                                                        | Kevin Waldeck                | SPD                   | 47.432      | 28,1        | 39.287       | 23,2         |
|                                                        | Sascha van Beekgewählt im WK | CDU                   | 58.854      | 34,8        | 53.361       | 31,5         |
|                                                        | Karl-Heinz Freckmann         | Bündnis 90/Die Grünen | 13.786      | 8,2         | 16.091       | 9,5          |
|                                                        | Bernd Reuther                | FDP                   | 6.123       | 3,6         | 7.205        | 4,3          |
|                                                        | Adam Balten                  | AfD                   | 29.375      | 17,4        | 29.406       | 17,3         |
|                                                        | Manuela Bechert              | Die Linke             | 10.275      | 6,1         | 11.150       | 6,6          |
|                                                        | Rainer Döge                  | Freie Wähler          | 2.154       | 1,3         | 934          | 0,6          |
|                                                        | –                            | Tierschutzpartei      | –           | –           | 2.534        | 1,5          |
|                                                        | –                            | dieBasis              | –           | –           | 316          | 0,2          |
|                                                        | –                            | Die PARTEI            | –           | –           | 1.091        | 0,6          |
|                                                        | –                            | Todenhöfer            | –           | –           | 261          | 0,2          |
|                                                        | –                            | Volt                  | –           | –           | 739          | 0,4          |
|                                                        | –                            | MLPD                  | –           | –           | 63           | 0,0          |
|                                                        | –                            | PdF                   | –           | –           | 278          | 0,2          |
|                                                        | Michael Heußen               | Bündnis Deutschland   | 1.036       | 0,6         | 346          | 0,2          |
|                                                        | –                            | BSW                   | –           | –           | 6.304        | 3,7          |
|                                                        | –                            | MERA25                | –           | –           | 36           | 0,0          |
|                                                        | –                            | WerteUnion            | –           | –           | 90           | 0,1          |
| Gesamt                                                 | Gesamt                       | Gesamt                | 169.035     | 100         | 169.492      | 100          |
|                                                        |                              |                       |             |             |              |              |
| Ungültige Stimmen                                      | Ungültige Stimmen            | Ungültige Stimmen     | 1.398       | 0,8         | 941          | 0,6          |
| Wähler                                                 | Wähler                       | Wähler                | 170.433     | 83,5        | 170.433      | 83,5         |
| Wahlberechtigte                                        | Wahlberechtigte              | Wahlberechtigte       | 204.087     |             | 204.087      |              |
|                                                        |                              |                       |             |             |              |              |
| Quellen: Die Bundeswahlleiterin, Kandidaten – Ergebnis |                              |                       |             |             |              |              |

### Bundestagswahl 2021
| Kandidaten                                            | Kandidaten                 | Parteien/Listen      | Erststimmen | Erststimmen | Zweitstimmen | Zweitstimmen |
| Kandidaten                                            | Kandidaten                 | Parteien/Listen      | Stimmen     | %           | Stimmen      | %            |
| ----------------------------------------------------- | -------------------------- | -------------------- | ----------- | ----------- | ------------ | ------------ |
|                                                       | Sabine Weiss               | CDU                  | 47.448      | 29,8        | 42.544       | 26,7         |
|                                                       | Rainer Kellergewählt im WK | SPD                  | 54.488      | 34,2        | 53.277       | 33,4         |
|                                                       | Bernd Reuther              | FDP                  | 14.452      | 9,1         | 17.302       | 10,8         |
|                                                       | Holger Raumann             | AfD                  | 10.842      | 6,8         | 10.994       | 6,9          |
|                                                       | Hans-Peter Weiß            | GRÜNE                | 19.928      | 12,5        | 20.629       | 12,9         |
|                                                       | Sidney Lewandowski         | DIE LINKE            | 4.598       | 2,9         | 5.103        | 3,2          |
|                                                       | Dirk Zerressen             | Die PARTEI           | 3.907       | 2,5         | 2.079        | 1,3          |
|                                                       | –                          | Tierschutzpartei     | –           | –           | 2.468        | 1,5          |
|                                                       | –                          | PIRATEN              | –           | –           | 515          | 0,3          |
|                                                       | Christian Werner Link      | FREIE WÄHLER         | 1.376       | 0,9         | 966          | 0,6          |
|                                                       | –                          | NPD                  | –           | –           | 134          | 0,1          |
|                                                       | –                          | ÖDP                  | –           | –           | 92           | 0,1          |
|                                                       | –                          | V-Partei³            | –           | –           | 81           | 0,1          |
|                                                       | –                          | Gesundheitsforschung | –           | –           | 205          | 0,1          |
|                                                       | Wolf-Dieter Rochlitz       | MLPD                 | 127         | 0,1         | 65           | 0,0          |
|                                                       | –                          | Die Humanisten       | –           | –           | 84           | 0,1          |
|                                                       | –                          | DKP                  | –           | –           | 19           | 0,0          |
|                                                       | –                          | SGP                  | –           | –           | 16           | 0,0          |
|                                                       | Matthias Moser             | dieBasis             | 1.999       | 1,3         | 1.444        | 0,9          |
|                                                       | –                          | Bündnis C            | –           | –           | 92           | 0,1          |
|                                                       | –                          | du.                  | –           | –           | 73           | 0,0          |
|                                                       | –                          | LIEBE                | –           | –           | 226          | 0,1          |
|                                                       | –                          | LKR                  | –           | –           | 37           | 0,0          |
|                                                       | –                          | PdF                  | –           | –           | 52           | 0,0          |
|                                                       | –                          | LfK                  | –           | –           | 162          | 0,1          |
|                                                       | –                          | Team Todenhöfer      | –           | –           | 629          | 0,4          |
|                                                       | –                          | Volt                 | –           | –           | 209          | 0,1          |
| Gesamt                                                | Gesamt                     | Gesamt               | 159.165     | 100         | 159.497      | 100          |
|                                                       |                            |                      |             |             |              |              |
| Ungültige Stimmen                                     | Ungültige Stimmen          | Ungültige Stimmen    | 1.460       | 0,9         | 1.128        | 0,7          |
| Wähler                                                | Wähler                     | Wähler               | 160.625     | 77,9        | 160.625      | 77,9         |
| Wahlberechtigte                                       | Wahlberechtigte            | Wahlberechtigte      | 206.270     |             | 206.270      |              |
|                                                       |                            |                      |             |             |              |              |
| Quellen: Die Bundeswahlleiterin, Kandidaten – Stimmen |                            |                      |             |             |              |              |

### Bundestagswahl 2017
| Kandidaten                                            | Kandidaten                          | Parteien/Listen      | Erststimmen | Erststimmen | Zweitstimmen | Zweitstimmen |
| Kandidaten                                            | Kandidaten                          | Parteien/Listen      | Stimmen     | %           | Stimmen      | %            |
| ----------------------------------------------------- | ----------------------------------- | -------------------- | ----------- | ----------- | ------------ | ------------ |
|                                                       | Sabine Katharina Weissgewählt im WK | CDU                  | 61.849      | 39,0        | 53.623       | 33,7         |
|                                                       | Jürgen Preuß                        | SPD                  | 52.085      | 32,8        | 45.627       | 28,7         |
|                                                       | Stefan Meiners                      | GRÜNE                | 8.763       | 5,5         | 9.743        | 6,1          |
|                                                       | Gerd Baßfeld                        | DIE LINKE            | 9.461       | 6,0         | 10.637       | 6,7          |
|                                                       | Bernd Reuther                       | FDP                  | 12.644      | 8,0         | 19.709       | 12,4         |
|                                                       | Renatus Rieger                      | AfD                  | 13.615      | 8,6         | 14.325       | 9,0          |
|                                                       | –                                   | PIRATEN              | –           | –           | 664          | 0,4          |
|                                                       | –                                   | NPD                  | –           | –           | 361          | 0,2          |
|                                                       | –                                   | Die PARTEI           | –           | –           | 1.136        | 0,7          |
|                                                       | –                                   | FREIE WÄHLER         | –           | –           | 380          | 0,2          |
|                                                       | –                                   | Volksabstimmung      | –           | –           | 144          | 0,1          |
|                                                       | –                                   | ÖDP                  | –           | –           | 142          | 0,1          |
|                                                       | Tufan Aydin                         | MLPD                 | 264         | 0,2         | 121          | 0,1          |
|                                                       | –                                   | SGP                  | –           | –           | 10           | 0,0          |
|                                                       | –                                   | AD-DEMOKRATEN        | –           | –           | 405          | 0,3          |
|                                                       | –                                   | BGE                  | –           | –           | 132          | 0,1          |
|                                                       | –                                   | DiB                  | –           | –           | 159          | 0,1          |
|                                                       | –                                   | DKP                  | –           | –           | 11           | 0,0          |
|                                                       | –                                   | DM                   | –           | –           | 156          | 0,1          |
|                                                       | –                                   | Die Humanisten       | –           | –           | 71           | 0,0          |
|                                                       | –                                   | Gesundheitsforschung | –           | –           | 171          | 0,1          |
|                                                       | –                                   | Tierschutzpartei     | –           | –           | 1.223        | 0,8          |
|                                                       | –                                   | V-Partei³            | –           | –           | 148          | 0,1          |
| Gesamt                                                | Gesamt                              | Gesamt               | 158.681     | 100         | 159.098      | 100          |
|                                                       |                                     |                      |             |             |              |              |
| Ungültige Stimmen                                     | Ungültige Stimmen                   | Ungültige Stimmen    | 1.663       | 1,0         | 1.246        | 0,8          |
| Wähler                                                | Wähler                              | Wähler               | 160.344     | 77,4        | 160.344      | 77,4         |
| Wahlberechtigte                                       | Wahlberechtigte                     | Wahlberechtigte      | 207.178     |             | 207.178      |              |
|                                                       |                                     |                      |             |             |              |              |
| Quellen: Die Bundeswahlleiterin, Kandidaten – Stimmen |                                     |                      |             |             |              |              |

### Bundestagswahl 2013
| Kandidaten                                            | Kandidaten                          | Parteien/Listen   | Erststimmen | Erststimmen | Zweitstimmen | Zweitstimmen |
| Kandidaten                                            | Kandidaten                          | Parteien/Listen   | Stimmen     | %           | Stimmen      | %            |
| ----------------------------------------------------- | ----------------------------------- | ----------------- | ----------- | ----------- | ------------ | ------------ |
|                                                       | Sabine Katharina Weissgewählt im WK | CDU               | 66.172      | 43,5        | 59.970       | 39,3         |
|                                                       | Hans-Ulrich Krüger                  | SPD               | 59.709      | 39,2        | 53.249       | 34,9         |
|                                                       | Thomas Martin Heiske                | FDP               | 2.781       | 1,8         | 7.224        | 4,7          |
|                                                       | Tom Wagener                         | GRÜNE             | 7.489       | 4,9         | 9.780        | 6,4          |
|                                                       | Sascha Heribert Wagner              | DIE LINKE         | 7.527       | 4,9         | 9.091        | 6,0          |
|                                                       | Manfred Friedrich Schramm           | PIRATEN           | 3.567       | 2,3         | 3.154        | 2,1          |
|                                                       | –                                   | NPD               | –           | –           | 1.646        | 1,1          |
|                                                       | –                                   | REP               | –           | –           | 229          | 0,2          |
|                                                       | Dieter Nötzel                       | Bündnis 21/RRP    | 490         | 0,3         | 243          | 0,2          |
|                                                       | –                                   | Volksabstimmung   | –           | –           | 256          | 0,2          |
|                                                       | –                                   | ÖDP               | –           | –           | 158          | 0,1          |
|                                                       | –                                   | MLPD              | –           | –           | 36           | 0,0          |
|                                                       | –                                   | BüSo              | –           | –           | 25           | 0,0          |
|                                                       | –                                   | PSG               | –           | –           | 28           | 0,0          |
|                                                       | Holger Selig                        | AfD               | 4.510       | 3,0         | 5.678        | 3,7          |
|                                                       | –                                   | BIG               | –           | –           | 84           | 0,1          |
|                                                       | –                                   | pro Deutschland   | –           | –           | 346          | 0,2          |
|                                                       | –                                   | DIE RECHTE        | –           | –           | 39           | 0,0          |
|                                                       | –                                   | FREIE WÄHLER      | –           | –           | 295          | 0,2          |
|                                                       | –                                   | Nichtwähler       | –           | –           | 179          | 0,1          |
|                                                       | –                                   | PDV               | –           | –           | 116          | 0,1          |
|                                                       | –                                   | Die PARTEI        | –           | –           | 643          | 0,4          |
| Gesamt                                                | Gesamt                              | Gesamt            | 152.245     | 100         | 152.469      | 100          |
|                                                       |                                     |                   |             |             |              |              |
| Ungültige Stimmen                                     | Ungültige Stimmen                   | Ungültige Stimmen | 1.736       | 1,1         | 1.512        | 1,0          |
| Wähler                                                | Wähler                              | Wähler            | 153.981     | 74,2        | 153.981      | 74,2         |
| Wahlberechtigte                                       | Wahlberechtigte                     | Wahlberechtigte   | 207.485     |             | 207.485      |              |
|                                                       |                                     |                   |             |             |              |              |
| Quellen: Die Bundeswahlleiterin, Kandidaten – Stimmen |                                     |                   |             |             |              |              |

### Bundestagswahl 2009
| Kandidaten                                          | Kandidaten                | Parteien/Listen      | Erststimmen | Erststimmen | Zweitstimmen | Zweitstimmen |
| Kandidaten                                          | Kandidaten                | Parteien/Listen      | Stimmen     | %           | Stimmen      | %            |
| --------------------------------------------------- | ------------------------- | -------------------- | ----------- | ----------- | ------------ | ------------ |
|                                                     | Hans-Ulrich Krüger        | SPD                  | 57.225      | 38,3        | 48.139       | 32,2         |
|                                                     | Sabine Weissgewählt im WK | CDU                  | 57.576      | 38,5        | 49.564       | 33,1         |
|                                                     | Thomas Heiske             | FDP                  | 10.624      | 7,1         | 19.441       | 13,0         |
|                                                     | Holger Mrosek             | GRÜNE                | 9.873       | 6,6         | 12.853       | 8,6          |
|                                                     | Norbert Segerath          | DIE LINKE            | 11.071      | 7,4         | 12.676       | 8,5          |
|                                                     | Daniel Krug               | NPD                  | 1.569       | 1,0         | 1.323        | 0,9          |
|                                                     | –                         | Die Tierschutzpartei | –           | –           | 969          | 0,6          |
|                                                     | Heiner Christinck         | FAMILIE              | 1.583       | 1,1         | 923          | 0,6          |
|                                                     | –                         | REP                  | –           | –           | 395          | 0,3          |
|                                                     | –                         | Volksabstimmung      | –           | –           | 97           | 0,1          |
|                                                     | –                         | MLPD                 | –           | –           | 30           | 0,0          |
|                                                     | –                         | PSG                  | –           | –           | 15           | 0,0          |
|                                                     | –                         | ZENTRUM              | –           | –           | 86           | 0,1          |
|                                                     | –                         | BüSo                 | –           | –           | 28           | 0,0          |
|                                                     | –                         | DVU                  | –           | –           | 87           | 0,1          |
|                                                     | –                         | ödp                  | –           | –           | 114          | 0,1          |
|                                                     | –                         | PIRATEN              | –           | –           | 2.335        | 1,6          |
|                                                     | –                         | RRP                  | –           | –           | 187          | 0,1          |
|                                                     | –                         | RENTNER              | –           | –           | 446          | 0,3          |
| Gesamt                                              | Gesamt                    | Gesamt               | 149.521     | 100         | 149.708      | 100          |
|                                                     |                           |                      |             |             |              |              |
| Ungültige Stimmen                                   | Ungültige Stimmen         | Ungültige Stimmen    | 1.740       | 1,2         | 1.553        | 1,0          |
| Wähler                                              | Wähler                    | Wähler               | 151.261     | 72,9        | 151.261      | 72,9         |
| Wahlberechtigte                                     | Wahlberechtigte           | Wahlberechtigte      | 207.451     |             | 207.451      |              |
|                                                     |                           |                      |             |             |              |              |
| Quellen: Der Bundeswahlleiter, Kandidaten – Stimmen |                           |                      |             |             |              |              |